# ふぁいなりすと
『ふぁいなりすと』（finalist）は、2006年1月26日にプリンセスソフトから発売されたPlayStation 2用の恋愛アドベンチャーゲームである。「電撃G's magazine」に漫画版が連載された。

## ストーリー
舞台は幼稚舎から大学までが複数存在するという巨大学園都市。主人公である白鷺美樹はそんな巨大学園都市の高等部へ入学することに。ところが学生寮に向かってみるとなぜか女子寮に部屋が用意されていた。原因は名前が女性的だったために間違えられたためだった。学園への抗議も受け入れられず女子部に通うことになってしまった主人公。学業やスポーツなどで優秀な成績を収めると共学部への編入が許されるという学園のシステムに望みを託し、女子部からの脱出を目指した美樹の学園生活が始まる。

## 登場人物
シナリオ担当の三浦洋晃によるお遊びが『Φなる・あぷろーち』に引き続き行われ、主要登場人物の名字は全員「さ行」で始まっている。
攻略対象は、珠萌・炎夏・真沙穂・和奏の4名。当初の予定では、4人目は瑠花と千紗のどちらかになる予定だったが、「1人くらい年下のヒロインがほしい」という理由で和奏が加わった。
白鷺 美樹（しらさぎ よしき）
声 - なし
主人公。両親と共に海外に住んでいたが高校進学を機に一人帰国してきた。

### メインヒロイン
沢良木 珠萌（さわらぎ たまも）
声 - 宮崎羽衣
気が強く口が悪く怖い物知らずで破天荒な性格であるが、正義感が強く面倒見も良い女の子。マンガ大好きでマンガ家志望のオタク少女でもある。美樹の隣室に住む。
芹沢 炎夏（せりざわ ほのか）
声 - 平野綾
いつも微笑んでいて穏やかな性格をしている。珠萌のルームメイト。自分の名前に対してコンプレックスを持つことで共通している美樹とは、お互いを理解し合う仲。
瑠花によるスカートめくりの被害に遭った際、うまく押さえた珠萌と違ってスカートの中が丸見えになってしまい、頬を染め羞恥の顔に。
薄野 真沙穂（すすきの まさほ）
声 - 中島沙樹
ノリが良く社交的な先輩。とにかく明るい女の子。
迫井 和奏（さこい わかな）
声 - 小清水亜美
飛び級で高校に入学した才女にして天才的バイオリン奏者。父を亡くして以来心を閉ざしている。

### サブキャラクター
園部 瑠花（そのべ るか）
声 - たかはし智秋
女子寮の寮長を務める3年生。面倒見が良く、美樹はなにかとお世話になることに。
大の悪戯好きでもあり、珠萌と炎夏を狙って２人同時にスカートをめくった後、辱めの言葉をかけて逃げ出す。その際、主人公は繁みに隠れて2人を見ているよう指示されていたためバッチリ目撃してしまった。
新藤 千紗（しんどう ちさ）
声 - 寺田はるひ
主人公のクラスの担任の女教師。美樹が女子部に通うことになったのはこの人の気まぐれから。
佐野 真吾（さの しんご）
声 - うえだゆうじ
主人公の友人。学園都市内の男子校に通っているため、主人公の境遇をうらやましく思っている。炎夏ルートだと炎夏に告白するが、普通に振られる。
その他出演声優：田中涼子、鳴海エリカ、川原慶久

## スタッフ
- シナリオ - 三浦洋晃
- キャラクターデザイン - 若月さな、如月水、しんたろー、まりお金田、あきのしん
- 音楽 - 大田雄一、佐野雅弘

## 主題歌
オープニング「Breakthrough」
作詞 - 江幡育子 / 作曲 - TARAWO / 編曲 - 鈴木マサキ / 歌 - 平野綾
エンディング「一番星」
作詞 - mavie / 作曲 - 上松範康 / 編曲 - 鈴木マサキ / 歌 - 平野綾

## 書籍
- ふぁいなりすと 公式ビジュアルガイドブック - 2006年4月、ISBN 4-86176-293-6
- Φなる・あぷろーち2×ふぁいなりすと×Φなる・あぷろーち 超豪華設定資料集 - プリンセスソフト、2008年2月28日（Φなる・あぷろーち2初回限定版付録）

## 漫画版
西木史郎による漫画が『電撃G's magazine』2005年11月号 - 2006年2号に掲載された。全4話で、単行本化はされていない。
主人公の美樹が転入してくる前の女子寮の生活を描いたコメディで、教師である進藤千紗は登場しない。